# Thurstaston Beach
Thurstaston Beach är en strand i Storbritannien.   Den ligger i distriktet Wirral i Merseyside i riksdelen England, i den centrala delen av landet, 280 km nordväst om huvudstaden London.